# Bob Bishop
Bob Bishop var talentspejder for Manchester United i Nordirland i 1960'erne.
Blandt kendte fodboldspillere, han opdagede, var George Best, som spillede for Cregagh Youth Club mod Bishops Boyland club i 1961. Bishop sendte efterfølgende Uniteds manager Sir Matt Busby et kendt telegram, hvori der stod: (oversat fra engelsk) "Jeg tror, jeg har fundet dig et geni". Bishop tilså Bests testkamp på Windsor Park, Belfast i 1988 som æresgæst. Bishop opdagede også Norman Whiteside.